# Carlos Martínez I
Carlos Martínez – piłkarz urugwajski, pomocnik.
Jako piłkarz Rampla Juniors wziął udział w turnieju Copa América 1937, gdzie Urugwaj zajął czwarte miejsce. Martínez zagrał w czterech meczach - z Peru, Chile, Brazylią i Argentyną. Szczególnie dobrze zagrał w wygranym 3:2 meczu z Argentyną, gdzie niemal całkowicie wyłączył prawą stronę ataku rywali.
Wciąż jako gracz klubu Rampla Juniors wziął udział w turnieju Copa América 1941, gdzie Urugwaj został wicemistrzem Ameryki Południowej. Martínez zagrał we wszystkich czterech meczach - z Ekwadorem (w 59 minucie zmienił swego klubowego kolegę Alberto Delgado), Chile, Argentyną i Peru.
Martínez grał także w barwach argentyńskiego klubu CA Huracán.
Martínez od 6 stycznia 1937 roku do 26 lutego 1941 roku rozegrał w reprezentacji Urugwaju 13 meczów i nie zdobył żadnej bramki.